# Sven Fischer (Fußballspieler)
Sven Fischer (* 7. Januar 1977) ist ein deutscher ehemaliger Fußballspieler.

## Karriere

### Verein
Fischer spielte in der Jugend beim SV Weiterstadt. Er begann seine Laufbahn als Fußballprofi ab 1995 bei der zweiten Mannschaft des 1. FC Köln, für den er einen Einsatz im DFB-Pokal absolvierte. Bei seiner nächsten Station Hannover 96 trat er in zwei Spielzeiten dreimal im DFB-Pokal und zweimal in der 2. Fußball-Bundesliga an.
1999 wechselte Fischer in die drittklassige Regionalliga Nord zum TuS Celle FC. Am Ende der Spielzeit 1999/2000 verpasste er jedoch mit der Mannschaft auch aufgrund der Reduzierung der Staffeln von vier auf zwei den Klassenerhalt. Er blieb jedoch in der Regionalliga Nord – zuerst wechselte er zum SV Wilhelmshaven für eine Saison, nach dem Lizenzentzug für die Norddeutschen ging er dann im Sommer 2001 zu Rot-Weiss Essen. In der Spielzeit 2001/02 erzielte er beim 2:0-Auswärtserfolg bei Holstein Kiel zum Saisonauftakt das erste Saisontor seines Klubs, in 33 Saisonspielen trug er zum Erreichen des dritten Platzes bei. Am Ende fehlte ein Punkt – der dem Klub aufgrund von Verstößen gegen die Lizenzbedingungen bereits zu Saisonbeginn abgezogen worden war – bei zudem schlechterer Tordifferenz auf den Zweitliga-Aufsteiger Eintracht Braunschweig. Nach einer von Verletzungen überschatteten folgenden Spielzeit kam er in der Spielzeit 2003/04 nur noch zu vier Einsätzen als Einwechselspieler, als die Mannschaft die Drittligameisterschaft feiern konnte. Der auslaufende Vertrag wurde nicht verlängtert, so dass Fischer in der Folge vereinslos war. Zusammen mit dem Australier Nick Bosevski absolvierte er im Herbst 2004 ein – letztlich erfolgloses – Probetraining beim 1. FC Union Berlin.

### Nationalmannschaft
Bei der Junioren-Fußballweltmeisterschaft 1995 gehörte Fischer zum Kader der deutschen U-20-Fußballnationalmannschaft und bestritt in Katar seine einzigen beiden Partien im Nationaltrikot.

## Erfolge
- Meister der Regionalliga Nord (3. Liga): 2004